# BMW Z1
BMW Z1 — двомісний родстер розроблений BMW Technik GmbH. Випускався з липня 1988 по червень 1991.

## Опис

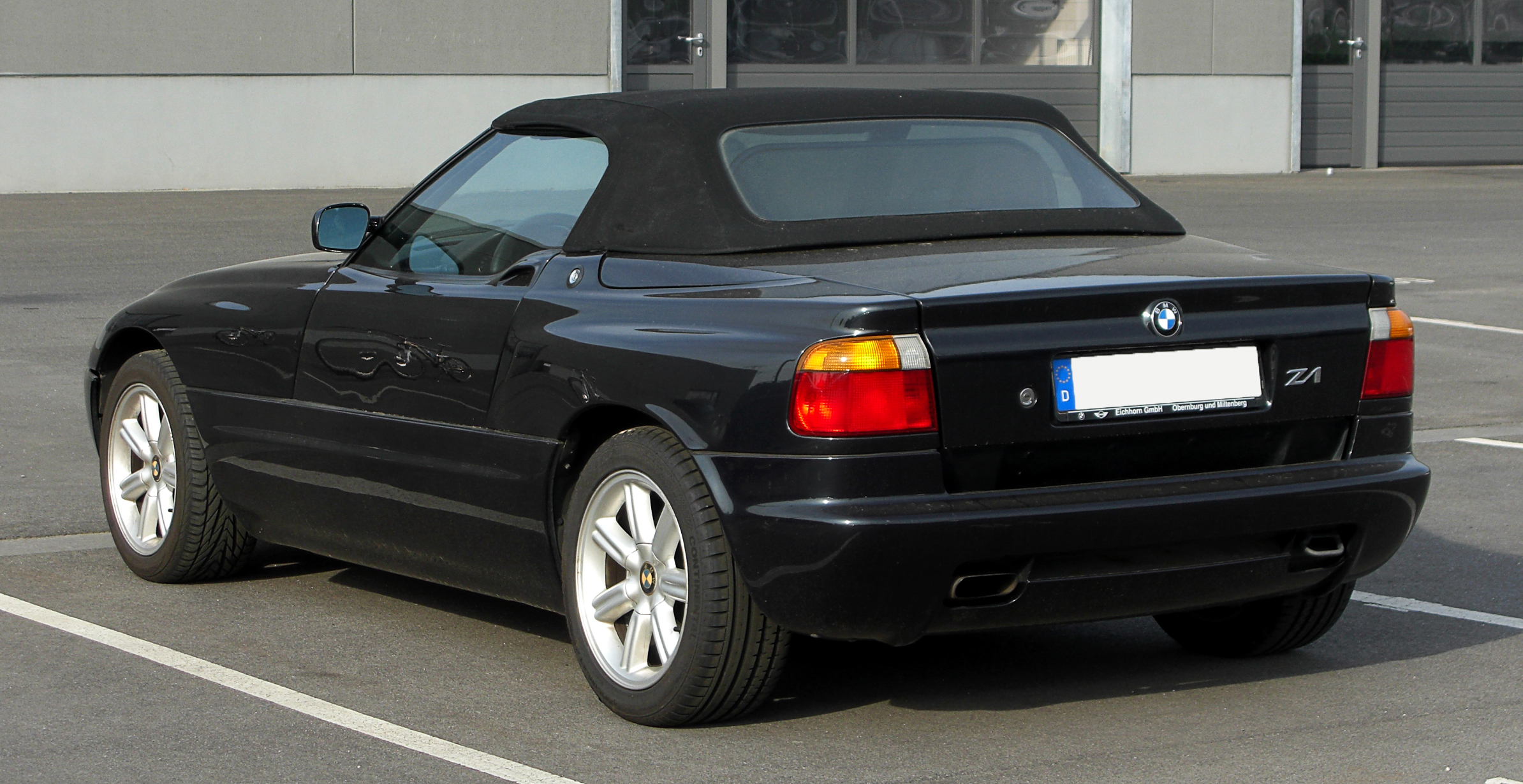
BMW Z1

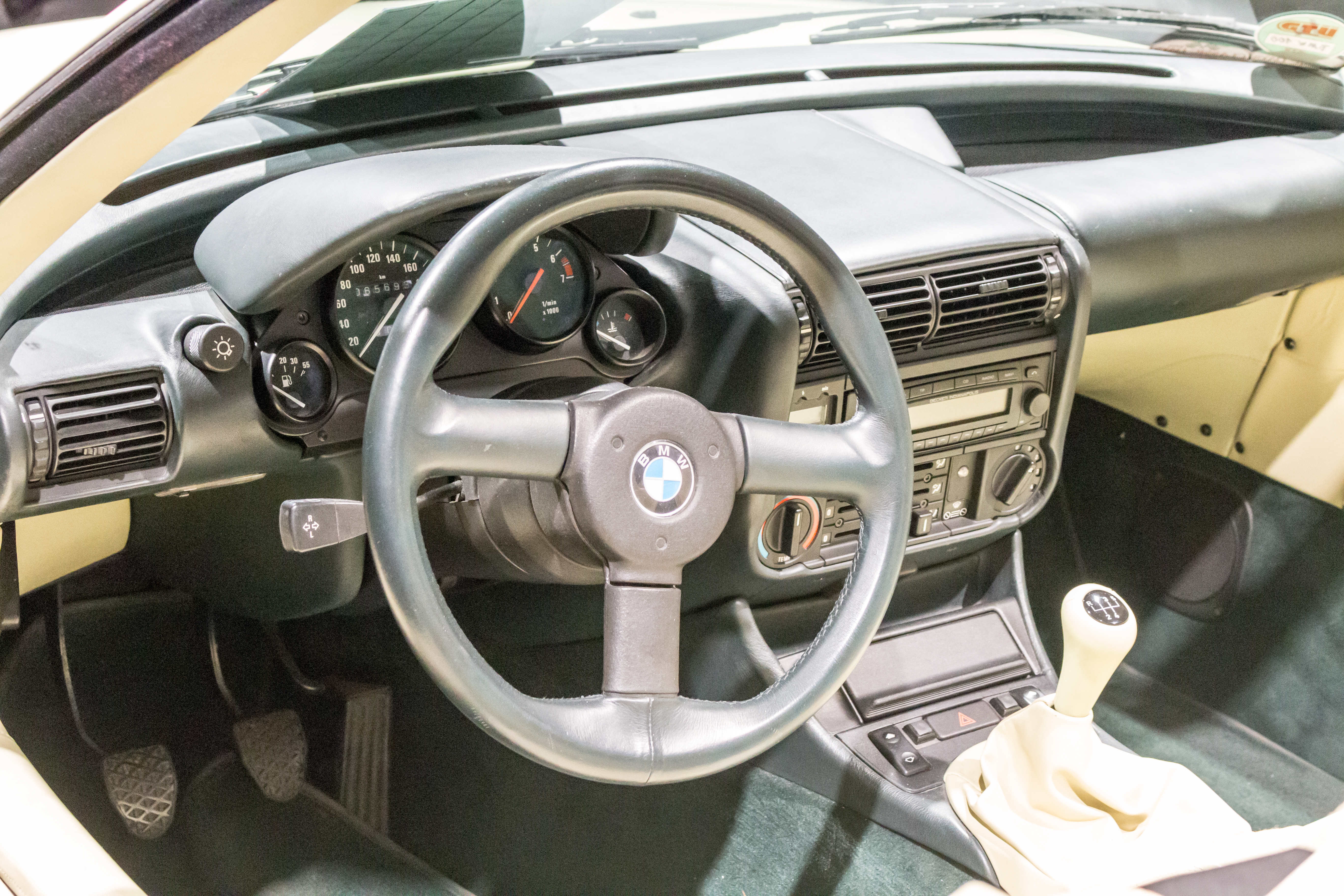
BMW Z1

Родстер BMW Z1 збудований на базі BMW E30. Особливістю конструкції є незвичайні двері, які замість того, щоб відкриватися назовні або вгору, прибираються в поріг машини. За весь час виробництва було випущено 8 012 екземплярів цього автомобіля. Всі машини, крім самої останньої, мали кермо з лівого боку і тільки найостанніша - з правого.
Перший примірник «Z1» був показаний пресі в 1986 році, а офіційно представлений в 1987 році на Франкфуртському мотор-шоу. Інтерес до нового автомобіля був настільки великий, що компанія отримала близько 5 тисяч замовлень ще до початку його виробництва. Однак, до моменту випуску «Z1» цей інтерес значно знизився, а в 1991 році BMW і зовсім згорнула виробництво машини. З чуток важливу роль в цьому зіграла презентація Mercedes-Benz SL-класу (R129).
Розробка автомобіля велася протягом трьох з невеликим років внутрішнім підрозділом BMW під керівництвом доктора Ульріха Беца (англ. Ulrich Bez). В команду фахівців BMW Technik GmbH входили: Александер Прегль (англ. Alexander Pregl), Рудольф Мюллер (нім. Rudolf Müller), Лутц Янссен (нім. Lutz Janssen), Вольф-Хенрік Менкен (нім. Wolf-Henryk Menke), Дітер Шафнер (нім. Dieter Schaffner), Клаус Фауст (нім. Klaus Faust), Сабіне Земелка (нім. Sabine Zemelka) і Штефан Штарк (нім. Stephan Stark). У жовтні 1988 року, після відходу Ульріха Беца в компанію Porsche, керівництво проектом перейшло до лікаря Клауса Фауста.
У процесі створення машини компанія одержала патенти на кілька новітніх технологій. За словами розробника Харма Лага (нід. Harm Lagaay), зокрема, на «Z1» були відпрацьовані технології створення ксенонових ламп, інтегрованого каркаса, дверного механізму і піддону. Первісна ідея створення повнопривідного автомобіля була надалі відкинута.

## Двигуни
- 2.5 л M20B25 I6 170 к.с.

### Зовнішні посилання
- BMW Z1 (PDF) [Архівовано 13 лютого 2006 у Wayback Machine.] описує багато прихованих подробиць про Z1.
- BMW Z1 at Ultimatecarpage.com [Архівовано 11 березня 2007 у Wayback Machine.] детальна історія Z1.
- BMW Z1 [Архівовано 28 червня 2006 у Wayback Machine.] інформація про ремонт та апгрейд.
- BMW Z1 Club e.V. англомовний сайт німецького клубу Z1.
- BMW World — Z1 [Архівовано 9 травня 2006 у Wayback Machine.] інформація про особливості конструкції та велика кількість посилань.
- BMW World — Z1 [Архівовано 15 березня 2006 у Wayback Machine.] інша сторінка сайту BMW World з інформацією про Z1.
- Supercars.net — 1986 BMW Z1[недоступне посилання з жовтня 2019] provides technical details on the Z1.
- Rowan Atkinson on the BMW Z1 is a commentary on the Z1 written by Rowan Atkinson and which appeared in The Independent on February 4, 1990.
- BMW Aktuell: Panorama Is BMW's official German language history page describing the Z1.
- United Bimmer — A growing BMW community offering tech support forums, a DIY (Do It Yourself) knowledge base, a wallpaper gallery, a Rate-My-Car system, and other resources for BMW enthusiasts.